# 나주 동점문 밖 석당간
나주 동점문 밖 석당간(羅州 東漸門 밖 石幢竿)은 대한민국 전남 나주시 성북동에 있는 고려 시대의 당간이다. 1963년 1월 21일 대한민국의 보물 제49호로 지정되었다.

## 개요
당간지주는 사찰입구에 세워두는 것으로, 절에 행사가 있을 때 당(幢)이라는 깃발을 달아두는데 이 깃발을 걸어두는 길쭉한 장대를 당간이라 하며, 당간을 양쪽에서 지탱해 주는 두 돌기둥을 당간지주라 한다.
대개는 두 지주만 남아 있는데, 이것은 당간이 함께 남아 있어 중요한 유물이다. 당간은 5개 돌을 서로 맞물리게 하여 세웠는데, 아래는 굵고 올라갈수록 차츰 가늘어져 안정감 있다. 이러한 당간에 철띠를 두른 후 지주의 안쪽에 마련된 받침돌 윗면에 구멍을 파서 이를 고정시켜 놓았다. 당간 위에는 8각의 보개(寶蓋:지붕모양의 장식)와 보주(寶珠:연꽃봉오리모양의 장식)를 달아 놓았다.
본래 당간은 절 앞에 세워지는데, 이 곳에 절이 있었다는 역사기록은 없고 다만 풍수설과 결합하여 나주의 땅모양이 배모양이기 때문에 안정을 빌기 위하여 당간을 돛대로 세운 것이라는 말이 전해내려오고 있다.

## 현지 안내문
신증동국여지승람 나주목 고적조에 보면 "처음에 나주에 주를 설치할 때 나주 지형이 배 형국인 까닭에 그 안정을 빌기 위해 동문 밖에는 석장(石墻)을, 안에는 목장(木墻)을 세웠다"는 기록이 있다. 1872년에 그려진 나주목 지도에는 나주읍성 동점문 안과 밖에 목장과 석장이 그려져 있는 것으로 보아 당시까지도 있었다고 추정된다. 목장이 없어진 시기는 알려지지 않았으나 1958년에 전봇대를 이용하여 주민들이 목장을 복원한 것을 동점문 복원사업을 하면서 동점문 안으로 옮겨 세웠다.
일제강점기에 문화재로 지정하면서 불교 사찰과 관련된 석당간으로 명칭이 정해졌으며, 1983년에 보수하면서 석재 연결 부위의 주철로 만든 무쇠 고리를 철제 띠로 바꾸었고, 2011년 전부 해체하여 발굴조사 후 복원하였다.
원래 석당간이 세워진 곳은 영산강 침수지역으로, 지반을 다지기 위해 기단부를 3층으로 조성하고 그 위에 화강암으로 된 양 지주와 당간을 세웠다. 당간은 5매의 석재를 연결하여 간주를 만들고 그 위에 옥간석과 보주를 놓았다. 간주가 만나는 연결 부위에는 둥근 구멍을 뚫어 쇠막대기를 끼우고 막대기 끝에 쐐기를 박아 밀착시킨 다음 연결 부분에 철제 띠를 둘러 고정시켰다.
주민들은 "장사 주렁 막대기", "진대"라 하여 "힘 센 장사가 짚고 다니던 지팡이"와 "긴 막대"라는 뜻으로 불러왔으며, 최근까지도 "진대제"라고 하여 차를 새로 사거나 소원이 있을 때 기원제를 지냈다.

## 사진

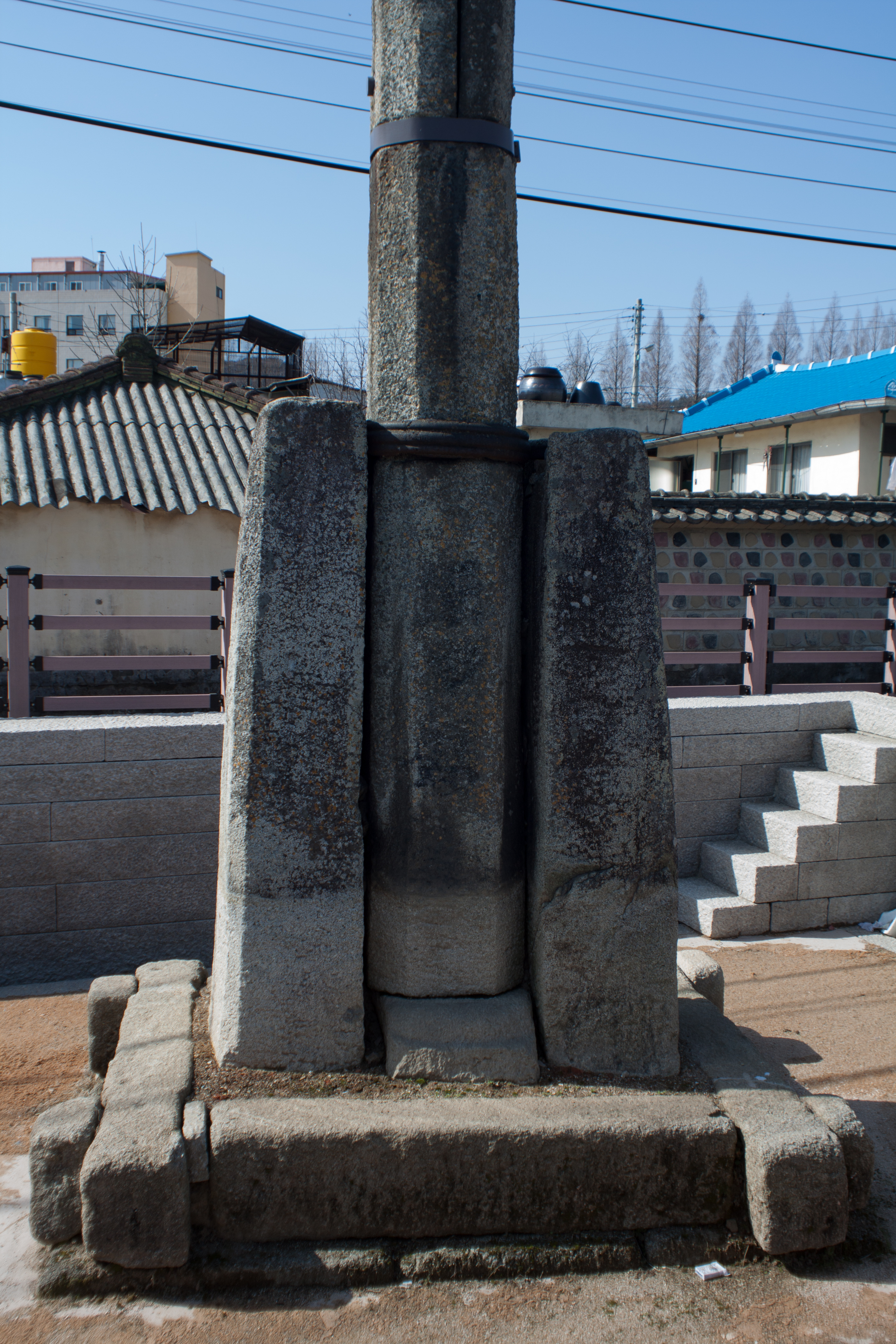
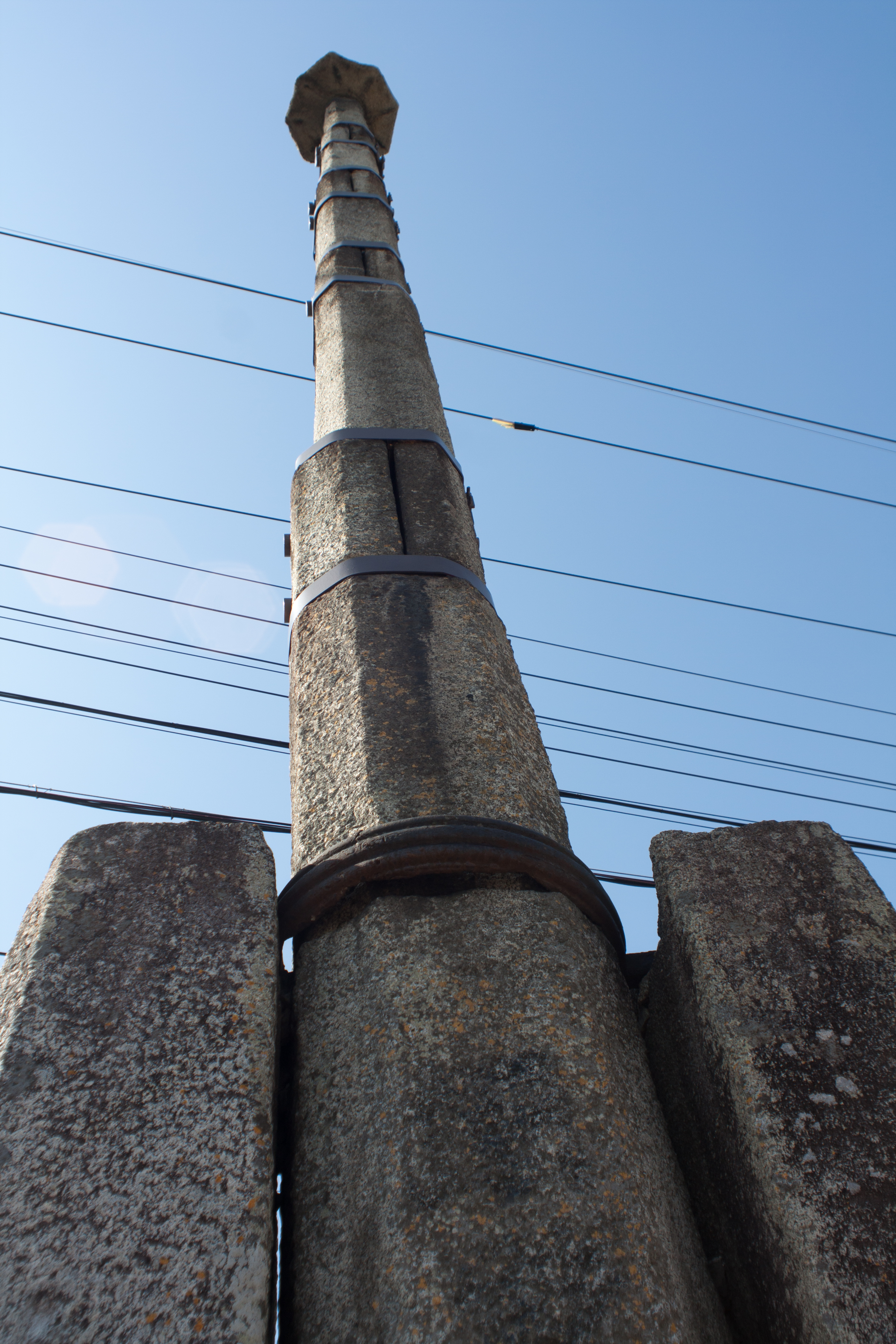
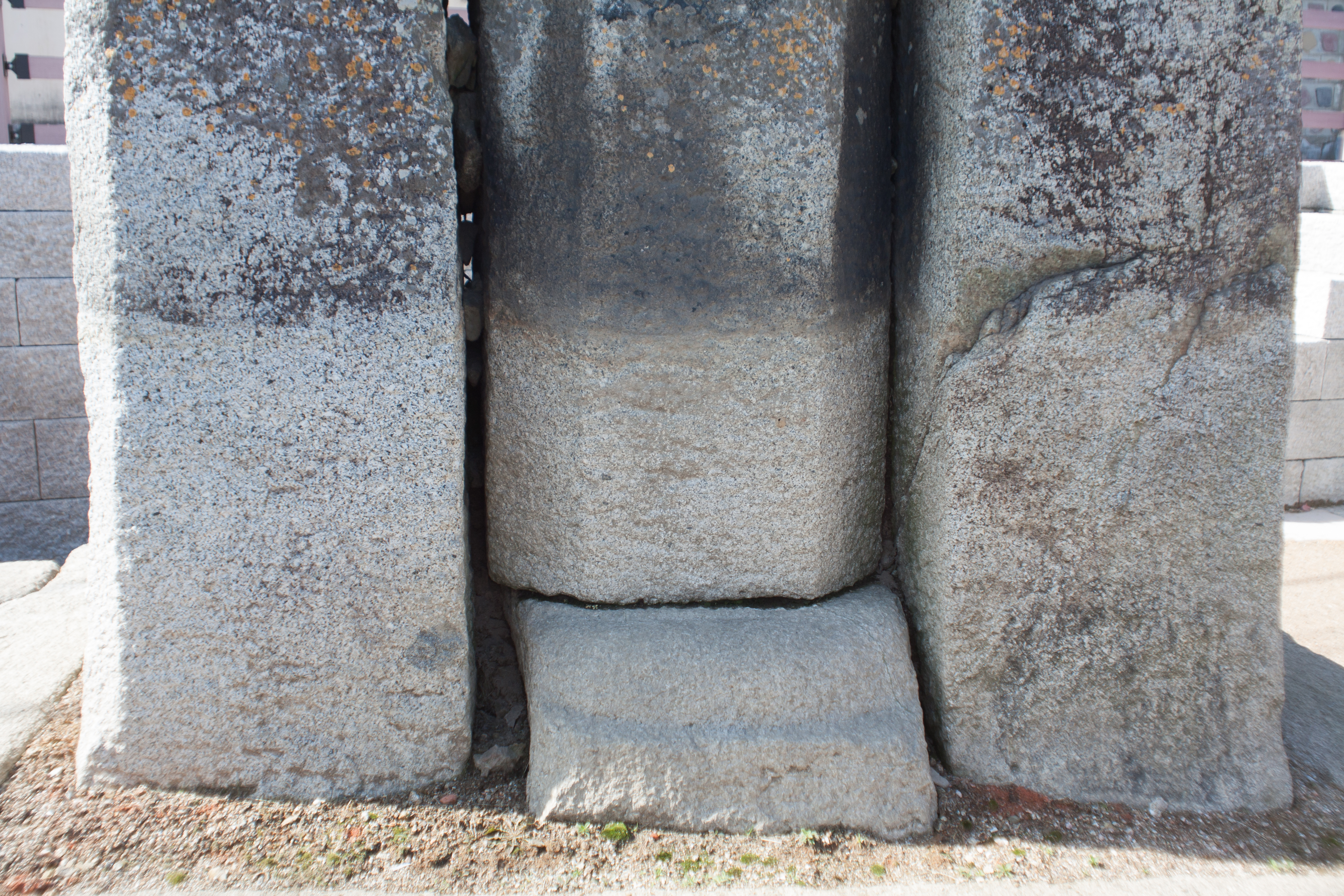
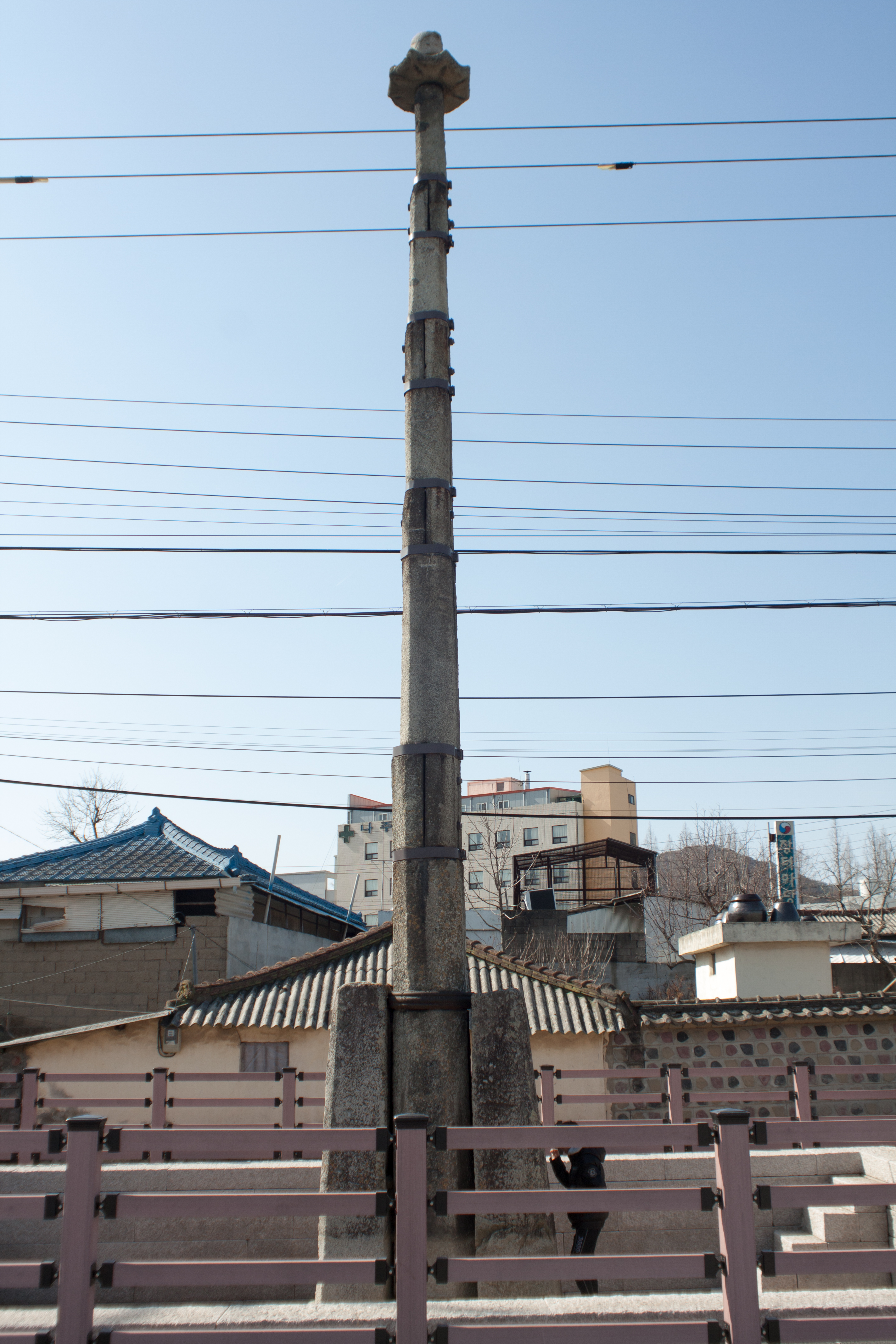
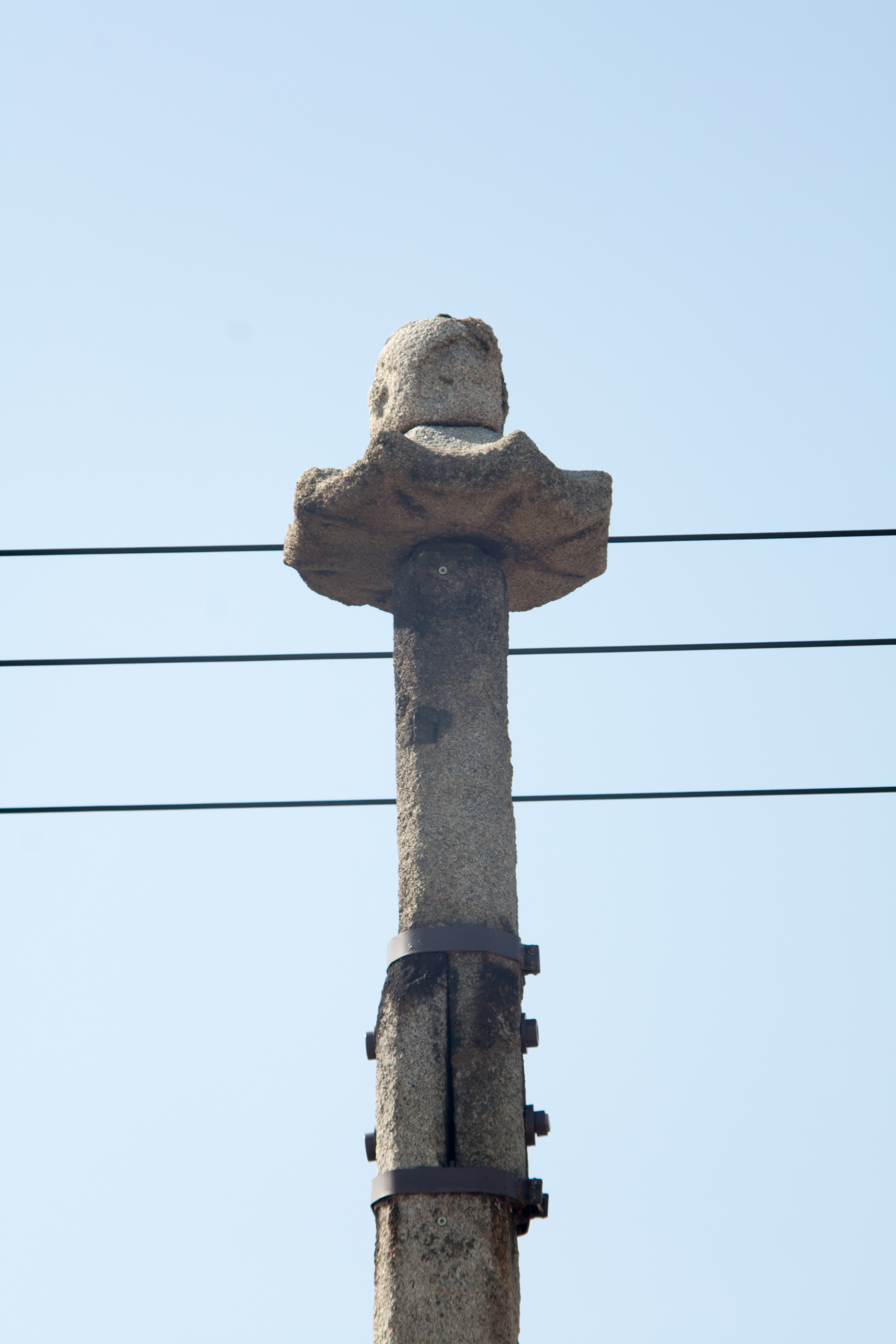

## 같이 보기
- 당간 나주동점문

## 참고 자료
- 나주 동점문 밖 석당간 - 국가유산청 국가유산포털